# Fritessaus

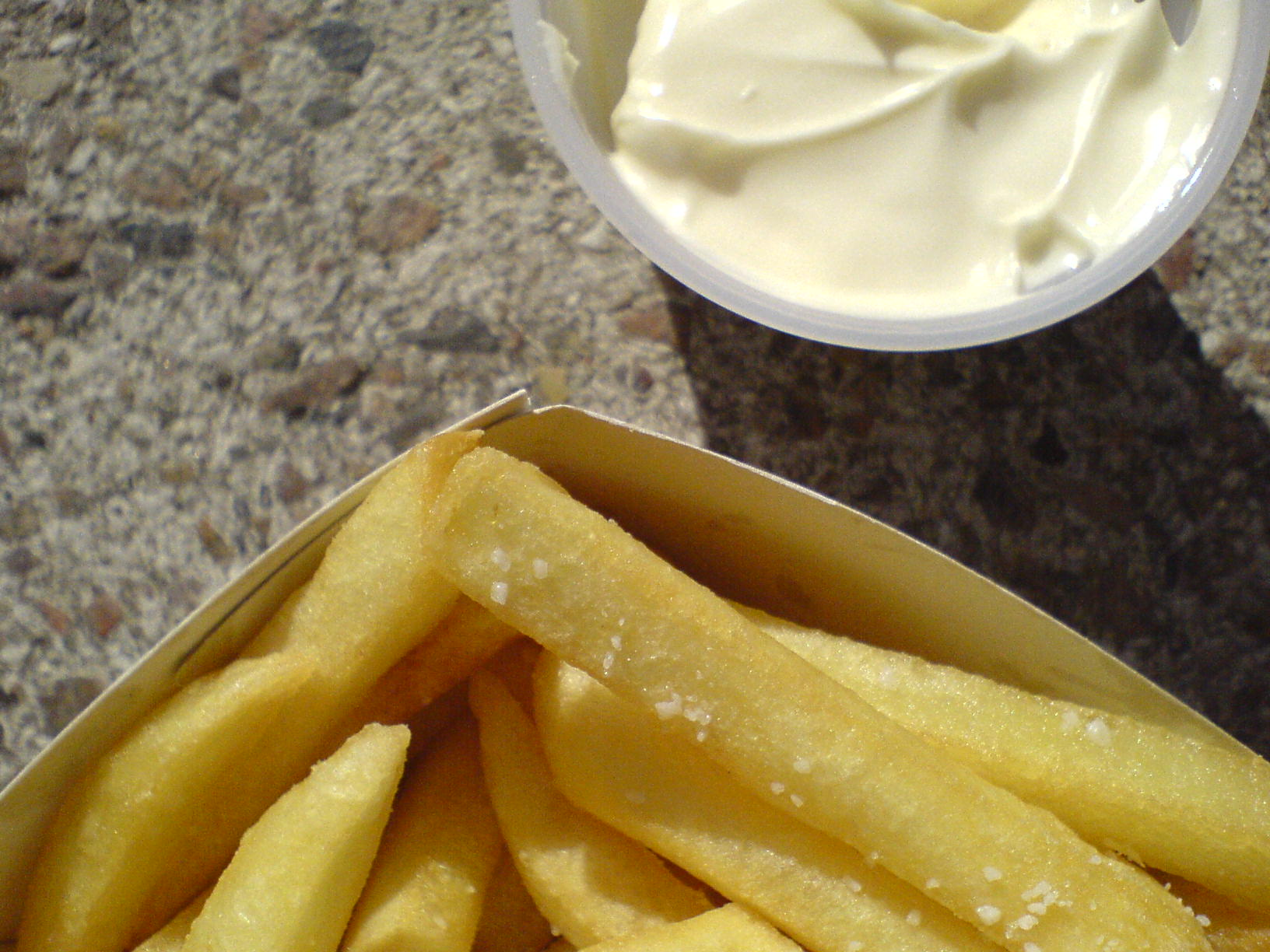
Fritessaus con patatas fritas.

Fritessaus es una salsa típica de la cocina holandesa y belga que se emplea como condimento de las patatas fritas (denominadas "frites"). Su textura y elaboración es similar a la mayonesa pero elaborada con un contenido graso de un 25% menos.